# Heinrich Lobenberg
Heinrich Lobenberg (* 10. September 1874 in Münster; † 24. Januar 1931 in Lingen, Taufname Heinrich Franz Carl Lobenberg) war ein deutscher Bildhauer.

## Leben
Lobenberg war Sohn des Lokomotivführers Franz Lobenberg und dessen Frau Franziska (geb. Wildemann). Er war verheiratet mit Elisabeth Schlotmann. Sie hatten vier Kinder und wohnten in der Leostraße 4 in Münster.
Die Ausbildung führte Lobenberg nach Warburg, Gelsenkirchen und Warendorf. Er war Cousin des Bildhauers Robert Lobenberg. Beide betrieben Anfang des 20. Jahrhunderts eigenständige Ateliers in Münster.
Im Dezember 1913 verzog Lobenberg nach Lingen im Emsland. Dort betrieb er als Pächter die Gastwirtschaft Wilhelmshöhe mit Kegelbahn und Saalbetrieb. In einer Remise hinter dem Saalbau richtete er sein Atelier ein. Er schuf neben Plastiken auch aufwendige Dekorationen für Vereine und Veranstaltungen, unter anderem für das Stadtjubiläum. 1925 gab Lobenberg die Wilhelmshöhe auf.

## Werke (Auswahl)
Von Heinrich Lobenberg stammen vorwiegend sakrale Werke. Hier eine Auswahl:
- Apostelfiguren des Hl. Petrus und Hl. Paulus in der Kirche St. Joseph in Münster (1902)[3]

- Christusfigur am Waisenhaus in Honnef (1904)[4]
- Marienstatue der Kapelle Meckmann in Münster-Mecklenbeck (1905)[5]
- Herz-Jesu-Kapelle in Münster-Mecklenbeck (1907)[6]
- Pieta vor der Kirche St. Regina in Drensteinfurt (1907)[7]

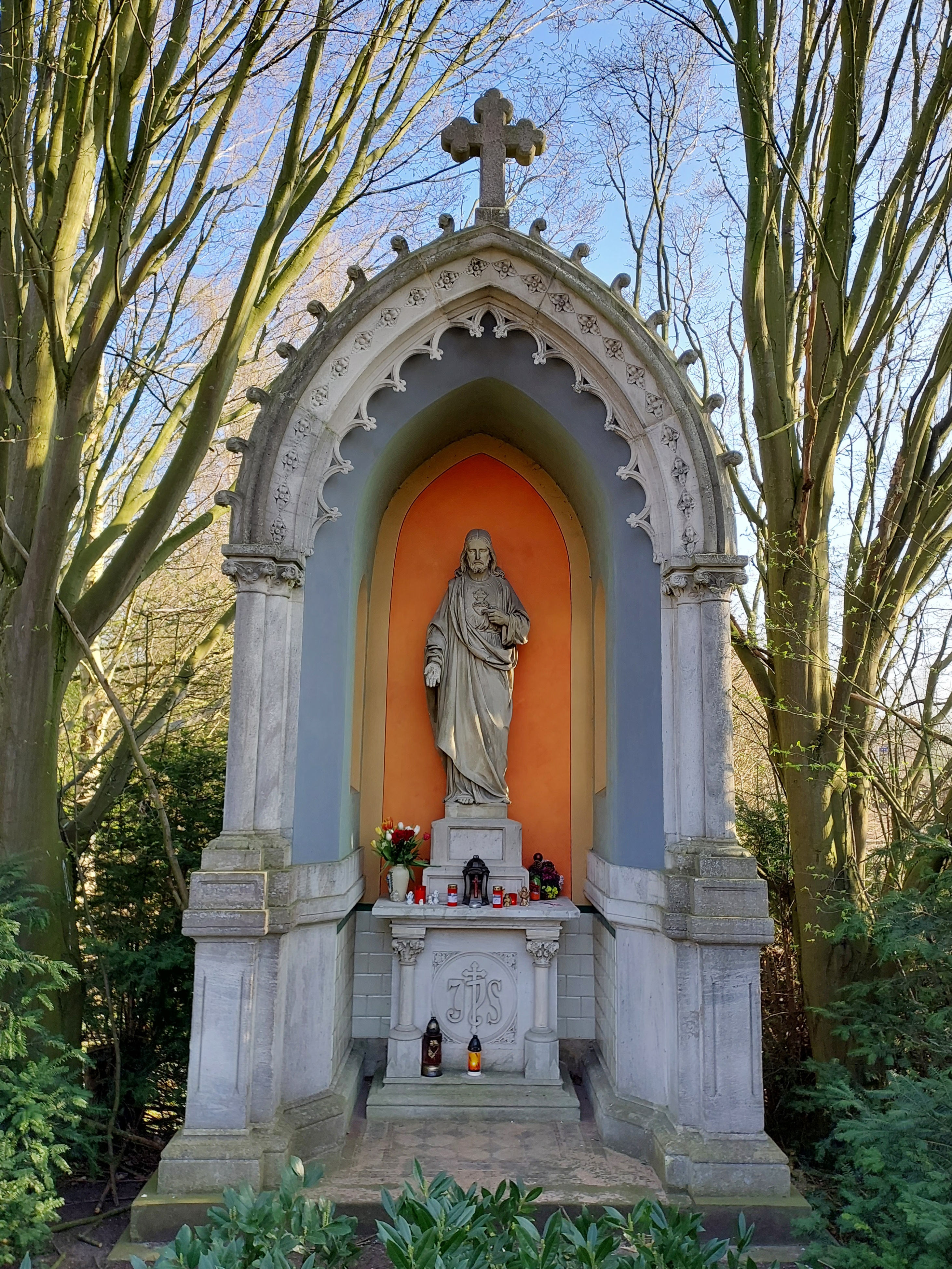
Kapelle mit Herz-Jesu-Statue in Mecklenbeck